# Jarjapupeta
Jarjapupeta là một thị trấn thống kê (census town) của quận Vizianagaram thuộc bang Andhra Pradesh, Ấn Độ.

## Nhân khẩu
Theo điều tra dân số năm 2001 của Ấn Độ, Jarjapupeta có dân số 5534 người. Phái nam chiếm 51% tổng số dân và phái nữ chiếm 49%. Jarjapupeta có tỷ lệ 57% biết đọc biết viết, thấp hơn tỷ lệ trung bình toàn quốc là 59,5%: tỷ lệ cho phái nam là 67%, và tỷ lệ cho phái nữ là 46%. Tại Jarjapupeta, 11% dân số nhỏ hơn 6 tuổi.